# Bijela loboda
Bijela loboda (obična loboda, divlja loboda, smrdljiva loboda, bijela jurčica, lat. Chenopodium album) je brzorastuća biljka roda Chenopodium. Iako se u nekim dijelovima svijeta kultivira (sjeverna Indija), biljka se većinom smatra korovom. Mlada je biljka jestiva (listovi, mladi izdanci). Sjeme se također smatra jestivim. Kako biljka sadrži dosta oksalata, ne preporuča se konzumirati veće količine. Bogata je provitaminima A, vitaminom C, kalcijem i željezom.
Može izrasti do dva metra visine. 
Česta je u nasadima krumpira, a jer ima jači korijen od njega, dobro ih je ostaviti nekoliko, jer u slučaju suše loboda može puno dublje prodrijeti u zemlju u potrazi za vlagom, praveći tako put i krumpirovom korijenju.
U Hrvatskoj se smatra za korov.
- stabljika
- stabljika
- stabljika
- stabljika
- plod
- sjeme

## Podvrste
- Chenopodium album f. opuliforme Aellen
- Chenopodium album f. ovalifolium Aellen
- Chenopodium album f. paucidentatum Aellen
- Chenopodium album f. pseudo-zschackei Aellen
- Chenopodium album subsp. album
- Chenopodium album subsp. amaranticolor H. J. Coste & A. Reyn.
- Chenopodium album subsp. borbasii (Murr) Soó
- Chenopodium album subsp. diversifolium Aellen
- Chenopodium album subsp. fallax Aellen
- Chenopodium album subsp. iranicum Aellen
- Chenopodium album subsp. karoi Murr
- Chenopodium album subsp. microphyllum (Boenn.) Sterner
- Chenopodium album subsp. novopokrovskyanum Aellen
- Chenopodium album subsp. ovatum Aellen
- Chenopodium album subsp. pedunculare (Bertol.) Arcang.
- Chenopodium album subsp. striatum (Krašan) Murr
- Chenopodium album var. candicans Moq.
- Chenopodium album var. mediterraneum Aellen
- Chenopodium album var. microphyllum Boenn.
- Chenopodium album var. pseudoborbasii (Murr) Hayek
- Chenopodium album var. striatum Krašan

## Vanjske poveznice
PFAF database Chenopodium album